# Sedir
Sedir (tur. Sedir Adası), znana także jako Wyspa Kleopatry – wyspa w zatoce Gökova, na Morzu Egejskim, u południowo-zachodniego wybrzeża Turcji, administracyjnie położona w dystrykcie Ula, w prowincji Muğla, około 18 km na północ od Marmaris. Jest niezamieszkana.

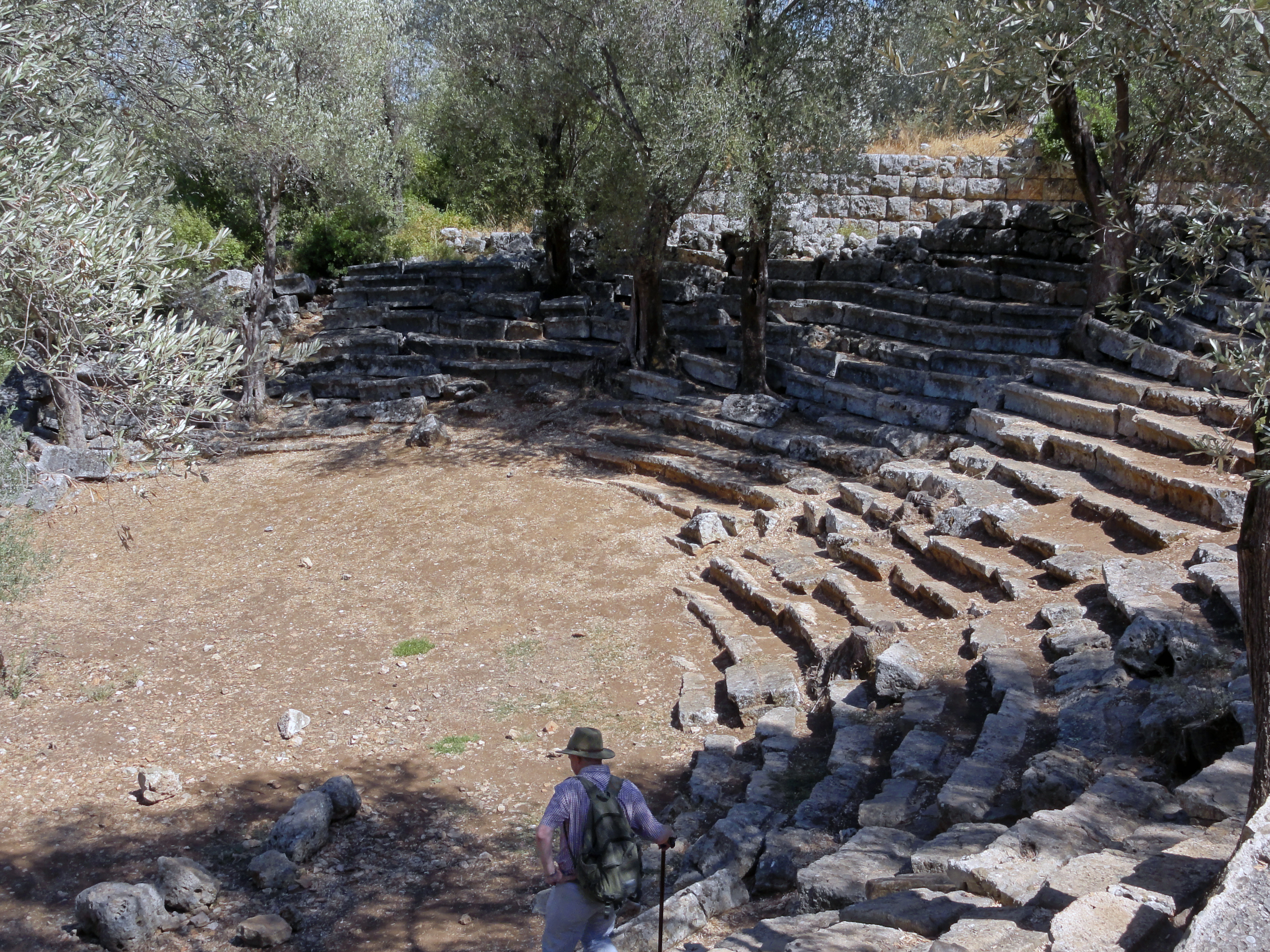
Starożytny amfiteatr na wyspie

Wyspa jest popularnym celem turystycznym w Turcji. W 2010 odwiedziło ją blisko 100 000 krajowych i zagranicznych turystów. Słynie z małej, piaszczystej plaży, nazywanej Plażą Kleopatry. Wydzielona jest ona z otoczenia za pomocą niewysokiej, kamiennej ściany. Plażę tworzą głównie ooidy. Według legendy materiał skalny został tu dostarczony statkami z plaży w Aleksandrii w Egipcie przez Marka Antoniusza dla Kleopatry. Egipska królowa miała rzekomo zażywać kąpieli małej zatoce, nad którą rozciąga się plaża. Badacze prowadzący analizy sedymentologiczne, mineralogiczne i geochemiczne nie są zgodni co do prawdziwości legendy. Część ją wspiera, inni podają w wątpliwość i wskazują, że wyspa jest pierwotnym miejscem powstania tego materiału. Grubość warstwy ooidów wzrasta w kierunku zatoki, od około 0 cm przy skalnym murze do około 80 cm przy krawędzi z wodą. Ziarna mają z reguły kulisty kształt i mają od 0,1 do 1 mm średnicy.
Sedir znana jest również z ruin starożytnego miasta, z pozostałościami murów miejskich, stosunkowo dobrze zachowanym amfiteatrem i agorą we wschodniej części wyspy.